# Antoni Ribas Tur
Antoni Ribas Tur (Eivissa, 1978) és un periodista cultural, historiador de l’art i poeta balear. És redactor d’arts plàstiques i cultura del diari Ara des de la seva aparició el 2010. Ha publicat els poemaris Mudances (premi Baladre 2002, Institut d’Estudis Eivissencs); Ciutats sense memòria (premi Josep Maria López Picó - Vila de Vallirana 2005, Proa), i Les despulles d’un somni (XIII premi de poesia Joan Perucho Vila d’Ascó 2018, Edicions Saldonar).